# Karl Theodor Joseph von Gemmingen
Karl Theodor Joseph von Gemmingen-Hornberg, noto anche come Karl Theodor von Gemmingen (Mannheim, 16 giugno 1780 – Hoffenheim, 4 novembre 1849), è stato un nobile e politico tedesco.
Fu segretario ministeriale nel granducato di Würzburg, ciambellano in Baviera e proprietario terriero a Hoffenheim .

## Biografia
Figlio primogenito dello scrittore e drammaturgo Otto Heinrich von Gemmingen-Hornberg (1755-1836) e della contessa Charlotte di Sickingen (1756-1826), Karl Theodor venne battezzato con questi due nomi in onore di Carlo Teodoro di Baviera, all'epoca sovrano e datore di lavoro di suo padre. Intraprese la carriera politica nel 1803, divenendo consigliere della legazione diplomatica del Baden a Vienna, favorito dal padre. Nel 1807 si pose al servizio del granducato di Würzburg, divenendo dapprima consigliere di stato e poi segretario ministeriale. Rimase in servizio in tale carica sino al 1839 quando venne nominato ciambellano nella corte reale bavarese.
Nel 1832 sposò Anna Werr di Würzburg, sorella maggiore di madre Antonia Werr, fondatrice della congregazione delle Ancelle della Santa Infanzia di Gesù. Questo matrimonio non produsse eredi e quando Karl Theodo morì nel 1849, con lui si estinse la linea dei baroni di Gemmingen. Il castello di Hoffenheim e la relativa proprietà, passò alla famiglia Treschklingen, la quale procedette alla vendita dei beni già a metà dell'Ottocento.